# Arvid Posse

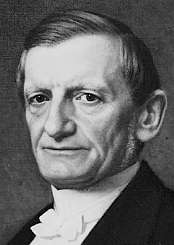
Arvid Posse.

Graaf Arvid Rutger Fredriksson Posse (Helsingborg, 15 februari 1820 - Stockholm, 24 april 1901) was een Zweeds eerste minister.

## Levensloop
In 1835 ging hij studeren aan de Universiteit van Lund en in 1840 promoveerde hij er tot doctor in de rechten. In hetzelfde jaar begon Posse als stagiair-advocaat te werken aan het Zweedse hooggerechtshof en ook aan enkele regionale gerechtshoven. Later werd hij districtsrechter-assistent en in 1846 werd hij klerk bij het hooggerechtshof. In 1849 verliet hij de justitie en trok hij zich terug op zijn landgoed. De volgende jaren zou Posse zich bezighouden met landbouw, ondernemen en lokale politiek.
Hij werd lid van het Huis van Nobelen (een soort van Senaat) en vervolgens was hij de leider van het bankierscomité van Zweden. Als parlementslid verdedigde hij de principes van de vrije handel en zou er zijn hele verdere leven voor blijven ijveren. Nadat er in 1867 voor het eerst een Lagerhuis verkozen werd in Zweden, koos hij de zijde van de agrariërs en werd er een soort van woordvoerder van. Dit versterkte de invloed van Posse in het parlement. De agrarische groep zou later de basis vormen van de Lantmannapartij, die in de oppositie zetelde. De volgende jaren werd Posse een van de prominentste en ook de machtigste persoonlijkheden in het parlement, hoewel hij niet echt charismatisch was.
Van 1867 tot 1881 zetelde hij in het Lagerhuis en was er van 1867 tot 1875 de leider van het Comité van Regeringszaken. Toen hij van 1876 tot 1880 parlementsvoorzitter was, was hij verantwoordelijk voor de zaken van het Lagerhuis. Na het ontslag van baron Louis Gerhard De Geer als premier van Zweden, volgde Posse hem op 19 april 1880 op als de nieuwe Zweedse eerste minister. Van 7 december 1880 tot en met 8 maart 1881 was hij ook minister van Financiën.
Gedurende zijn premierschap liet Posse enkele belangrijke hervormingen uitvoeren. Nadat sommige van die hervormingen binnen de Lantmannapartij op protest stuitten, nam hij op 13 juni 1883 ontslag als eerste minister. Vervolgens was hij tot in 1889 de voorzitter van het Administratieve Hof van Beroep.
Van 1882 tot 1890 zetelde hij tevens in de Eerste Kamer van Zweden. In 1901 overleed Arvid Posse op 81-jarige leeftijd.
- Gemeinsame Normdatei: 120818477
- International Standard Name Identifier: 0000 0000 5160 426X
- Library of Congress Control Number: nb2002050496
- LIBRIS: 277590
- Virtual International Authority File: 47601881
- WorldCat: E39PBJwXdBjGbjcttDRTwHc9Dq